# 1981 na Alemanha
Esta é uma cronologia dos fatos acontecimentos de ano 1981 na Alemanha.

## Eventos
- 11 de maio: O ministro de Economia do Estado de Hessen, Heinz-Herbert Karry, é assassinado pelos terroristas.
- 13 de junho: O Bayern de Munique é o sétimo título do Campeonato Alemão de Futebol.
- 14 de junho: As eleições gerais são realizadas na Alemanha Oriental.
- 30 de junho: A ex-guarda de campo de concentração feminino, Hermine Braunsteiner Ryan, é condenada à prisão perpétua.
- 31 de agosto: Um ataque terrorista na sede da Força Aérea dos Estados Unidos na Europa em Ramstein ferem dois alemães e 18 norte-americanos no estado da Renânia-Palatinado.